# Fantômette a la main verte
Fantômette a la main verte est le 51e roman, sur 53 romans publiés, de la série humoristique Fantômette créée par Georges Chaulet.
Le roman, publié en 2007 dans la Bibliothèque rose des éditions Hachette, comporte 184 pages.
Il évoque la lutte de Fantômette contre un ennemi du professeur Potasse qui veut lui voler une invention révolutionnaire ou du moins l'empêcher de développer ses recherches.

## Personnages principaux
- Personnages « gentils » récurrents 
  - Françoise Dupont / Fantômette : héroïne du roman.
  - Ficelle : amie de Françoise et de Boulotte.
  - Boulotte : amie de Françoise et de Ficelle.
  - « Œil de Lynx » : journaliste, ami de Fantômette.

- Personnages « méchants » récurrents
  - Masque d'argent : ennemi de Fantômette.
  - Éric : fils du Masque d'argent.

- Autres personnages importants
  - Professeur Potasse : scientifique et inventeur.
  - M. Pomme : commissaire de police.
  - Krokfer : chien robot créé par le professeur Potasse.

## Résumé
Remarque : le résumé est basé sur l'édition parue en 2007 en langue française.

### Mise en place de l'intrigue
Chapitres 1 à 4.
Le professeur Potasse fait appel à Fantômette : il a reçu des menaces et sa voiture a été dégradée ; il pense que ces menaces sont sérieuses. La porte du laboratoire a été forcée et il a remarqué quelqu'un semblant surveiller sa propriété. En effet, il vient de mettre au point un engrais, qu'il a intitulé le « Bongou », qui évite l'utilisation de pesticides dans l'agriculture.
Fantômette accepte de venir surveiller la propriété. Dès le premier soir, un motard mystérieux vient fureter aux alentours. Mises dans la confidence de la peur du savant, Boulotte et Ficelle réagissent différemment. Ficelle souhaite aussi surveiller le local du savant, tandis que Boulotte (qui vient d'élaborer la « quiche lorraine sucrée ») reste prudemment en retrait. La nuit suivante, le laboratoire fait de nouveau l'objet d'une visite intempestive. Tandis que Ficelle est dans l'incapacité de s'opposer au voleur, Fantômette ne parvient pas à l'arrêter, bien qu'ayant saboté sa moto : une grosse voiture attendait le voleur/saboteur.

### Enquête, aventures et rebondissements
Chapitres 5 à 13.
Après réflexion, Fantômette suppose que le duo de voleurs pourrait être le Masque d'argent et son fils Éric.
À la suite d'une rapide enquête, Fantômette en vient à soupçonner l’occupant d'un local au 57e étage de la tour Montparnasse. Le dirigeant de la société BEC pourrait être le Masque d'argent. Organisant une opération de reconnaissance, Fantômette et Œil de Lynx interrogent M. Mantofas. Maintenant, Fantômette en est certaine : c'est bien le Masque d'argent. Ce dernier, producteur de pesticides, veut non seulement empêcher Potasse de développer son invention, mais aussi se venger du fait qu'ayant tenté, durant sa jeunesse, de nuire à Potasse, il avait été défiguré lors d'une explosion.
Fantômette organise une « souricière » pour coincer le Masque d'argent. Mais le bandit agit, non pas par la terre, mais par les airs (il utilise un hélicoptère) : le plan échoue.
La jeune aventurière fait alors intervenir le commissaire Pomme à la tour Montparnasse. Le Masque d'argent s'enfuit en se rendant sur la terrasse du building et en prenant l'hélicoptère déjà utilisé. Ayant compris son plan de fuite, Fantômette s'accroche à l'une des barres horizontales de pose de l'hélicoptère. S'étant aperçu de l'acte courageux de la jeune fille, le Masque d'argent vole au ras des arbres et parvient à faire chuter Fantômette, qui s'évanouit.

### Dénouement et révélations finales
Chapitres 14 et 15.
Lorsque Fantômette se réveille, elle est ligotée sur une chaise. Le Masque d'argent est face à elle. Il lui annonce qu'il va quitter la France car il a élaboré une escroquerie destinée à des imbéciles : leur vendre très cher des propriétés situées sur le sol lunaire. Mais auparavant, il l'informe qu'il va l'éliminer une fois pour toutes en apposant sur son visage un masque, mais que ne contient aucune ouverture pour les narines et la bouche. Concrètement, la jeune aventurière va mourir asphyxiée. Le bandit met son projet à exécution et Fantômette pense sa dernière heure venue. 
Alors que le Masque d'argent quitte les lieux, son fils Éric arrive, coupe les liens qui retiennent Fantômette attachée et lui enlève le masque. Il quitte ensuite les lieux et rejoint son père dans l’hélicoptère. Quelques semaines plus tard, Fantômette reçoit à son domicile un carte postale provenant de Californie et comportant ce très bref message : « Viens. É. ».

## Autour du roman
- Le professeur Potasse avait déjà été croisé dans le premier roman de la série, Les Exploits de Fantômette (1961).
- Œil de Lynx tutoie Fantômette, mais celle-ci le vouvoie.
- Apparitions d'Éric dans la série :
  - Fantômette dans l'espace (1977) - n°34 de la série
  - Fantômette et les 40 Milliards (1978) - n°37 de la série
  - Fantômette et le Dragon d'or (1980) - n°41 de la série
  - Fantômette a la main verte (2007) - n°51 de la série
  - Fantômette amoureuse (2011) - n°53 de la série

## Mise au goût du jour de la série
- Dans l'avant avant-dernier roman de sa série, Georges Chaulet utilise beaucoup plus de dialogues que dans ses romans précédents.
- Fantômette, Ficelle et Boulotte utilisent des téléphones portables et internet.
- Pour s'exprimer, certains personnages emploient des termes familiers qui n'étaient pas utilisés dans les romans des années 1960 à 1980 (« il l’a bouzillé » au lieu de « il l’a cassé »[1], etc.).